# Château de Buchlov
Pour les articles homonymes, voir Buchlov.
Ne doit pas être confondu avec Château de Buchlovice.
Le château de Buchlov est un château royal situé au sud-est de la République tchèque sur le territoire de la commune de Buchlovice.

## Histoire
Le château a été construit approximativement dans la première partie du XIIIe siècle mais des fouilles archéologiques ont montré que le lieu était déjà occupé auparavant. Il avait des fonctions défensives, agricoles et administratives.
Son premier plan consistait en la construction de deux tours massives de part et d'autre d'un petit plateau rocheux et d'un palais au centre protégé par de hauts murs. Durant la deuxième période de construction, dans les années 1370, est bâtie une autre tour avec, au deuxième étage, une chapelle témoin des débuts de l'architecture gothique.
Celle-ci fut détruite au XVe siècle par les troupes de Matthias Ier de Hongrie puis abandonnée. Elle est remplacée alors par deux grandes salles qui servent d'entrepôts.
En 1511, le château est donné à un propriétaire privé. Entre les XVIe et XVIIIe siècles, il passe entre plusieurs clans aristocratiques de Moravie. Les plus importants étaient les nobles de Žerotín, Zástřizl et Petřvald. Les constructions continuent alors dans un style Renaissance et quelques autres parties dans le style baroque. Les derniers propriétaires en partent en 1751.
Un musée y est ouvert au milieu du XIXe siècle à l'initiative de Leopold Berchtold. En 1945, il devient la propriété de l'État de Tchécoslovaquie, il est ajouté à la liste nationale des monuments culturels. Il est aujourd'hui toujours visité et accueille de nombreuses manifestations.

## La chapelle Sainte-Barbara

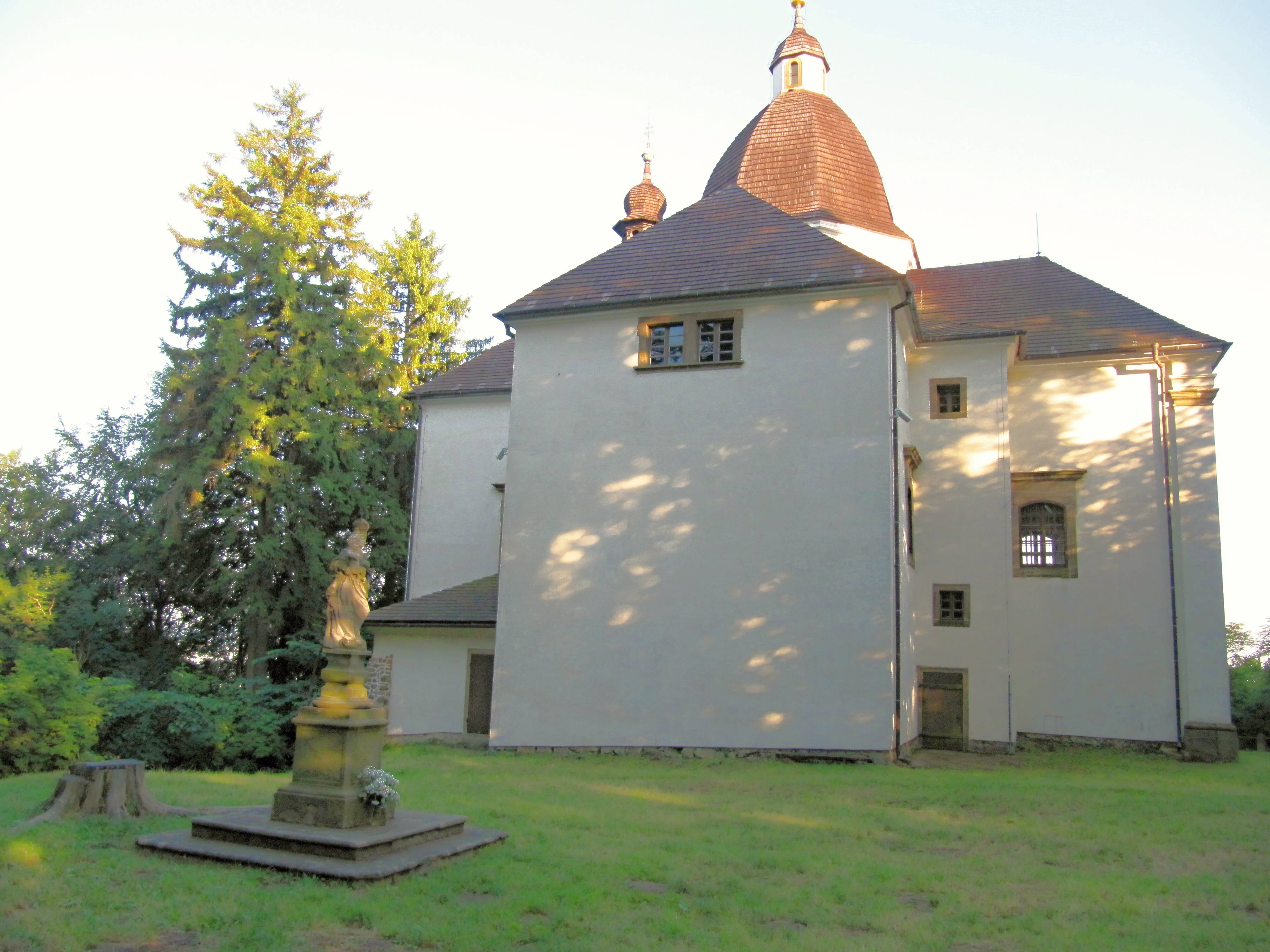
La chapelle Sainte-Barbara

Situé à un km environ du château, cette chapelle servait de crypte aux châtelains. Elle a été reconstruite en style baroque en 1672. Elle possède un plan en croix avec une coupole centrale.

## Source
- (en) Cet article est partiellement ou en totalité issu de l’article de Wikipédia en anglais intitulé « Buchlov » (voir la liste des auteurs).